# اوگوچی دنیلز
اوگوچی دنیلز (به انگلیسی: Ugochi Daniels) اهل نیجریه و مدیر بخش انسان‌دوستانه «برنامه توسعه» و هماهنگ‌کننده صندوق جمعیت سازمان ملل متحد (UNFPA) و نماینده مستقر جدید این سازمان در ایران است.
اوگوچی دنیلز دارای مدرک کارشناسی ارشد در رشته جغرافیا از دانشگاه «ایبادان» نیجریه است.

## فعالیت در صندوق جمعیت سازمان ملل متحد UNFPA)
اوگوچی دنیلز از سال ۲۰۱۳ مدیر بخش انسان‌دوستانه برنامه‌های صندوق جمعیت سازمان ملل متحد (UNFPA) است که از سال ۱۹۶۹ تأسیس شده‌است، بزرگترین منبع ذخیره مالی بین‌المللی برای برنامه‌های جمعیت، تنظیم خانواده و بهداشت و تولید مثل می‌باشد. دنیلز در سال ۲۰۰۲ به عنوان معاون برنامه مدیریت اتحادیهٔ جوانان آفریقایی به صندوق جمعیت سازمان ملل متحد ملحق شد. در سال ۲۰۰۷، دنیلز معاون نمایندگی این سازمان در نپال شد، سپس در سال ۲۰۱۰، نمایندگی این سازمان در فیلیپین را عهده‌دار شد تا به سازمان‌های بشردوستانه‌ای که در ارتباط با (UNFPA) هستند کمک کند و باعث شود در مواجه شدن با بلایای طبیعی واکنش سریع داشته باشند. در سال ۲۰۱۲، هماهنگ‌کننده موضوعات بشردوستانه و نماینده مجرب این سازمان در فیلیپین بود. وی در سالهای ۱۹۹۹ تا ۲۰۰۲ پیش از پیوستن به سازمان ملل متحد، در اداره انکشاف بین‌المللی ایالت متحده آمریکا در نیجریه مشغول به کار بود و در بخش نظارت و ارزیابی اطلاعات تخصصی خدمت کرد. او در این مدت بر روی تقویت نهادی، شبکه‌ها و مشارکت آنها، دسترسی زنان به خدمات بهداشتی و مشارکت زنان در پروسه‌های سیاسی تمرکز داشت.

## سایر فعالیت‌ها
- تدریس در «آکادمی دفاعی نیجریه» (۱۹۸۴ تا ۱۹۸۶)
- مسئول ارزیابی کمپانی «سیگما سیستمز» (۱۹۸۷ تا ۱۹۹۰)
- تحلیل‌گر سیستم‌های «گروه کمپانی‌های سدر» (۱۹۹۲ تا ۱۹۹۶)
- مدیریت سیستم‌های مدیریت اطلاعات در یک شرکت خدمات سرمایه‌گذاری (۱۹۹۶ تا ۱۹۹۹) در نیجریه
- متخصص نظارت و ارزیابی اطلاعات نمایندگی ایالات متحده آمریکا برای توسعه بین‌المللی در نیجریه (۱۹۹۱ تا ۲۰۰۱)
- متخصص برنامه‌های حوزه آفریقا در مقر صندوق جمعیت سازمان ملل در نیویورک (۲۰۰۲ تا ۲۰۰۷)
- معاون نماینده صندوق جمعیت سازمان ملل متحد در نپال (۲۰۰ تا ۲۰۱۰)
- نماینده صندوق جمعیت سازمان ملل در فیلیپین (۲۰۱۰ تا ۲۰۱۳)
- رئیس «بخش شرایط بشردوستانه و حساس» صندوق جمعیت سازمان ملل (۲۰۱۳ تا اوت ۲۰۱۸)
- ریاست واکنش‌های بشردوستانه در «بنیاد سازمان ملل» (سازمانی به بنیان‌گذاری «تِد تِرنِر»، بنیان‌گذار سی‌ان‌ان)
- مدیریت و تسهیل سیستم‌های مدیریت اطلاعات در آژانس توسعه بین‌المللی آمریکا
- مهندسی سیستم‌های کمپانی مایکروسافت.[۷][۸]